# Urial
Urial neboli ovce kruhorohá (Ovis orientalis vignei) je druh divoké ovce žijící ve velehorách střední Asie. Dosahuje výšky v kohoutku až 90 cm a váhy okolo 50 kg. Samci mají tmavou hřívu a impozantní rohy, dosahující až metrové délky. Urialové se živí převážně trávou, jejich hlavním predátorem je levhart perský. Počet urialů rapidně klesá v důsledku mizení původních biotopů a také kvůli lovu, který je vzhledem k neklidné politické situaci v oblasti obtížné regulovat. V České republice chová tento druh pouze ZOO Liberec.